# Cécile Stanislas Xavier de Girardin
Cécile Stanislas Xavier de Girardin gróf [ejtsd: zsirarden] (Lunéville, 1762. január 25. – Párizs, 1827. február 27.) francia katonatiszt és politikus.

## Élete
A forradalom kitörésekor kapitány volt egy dragonyos ezredben. Mint a nemzetgyűlés tagja eleinte a jobbpárthoz csatlakozott, de később a király buzgó híve lett. Emiatt börtönbe került, melyből kiszabadulva, 1798-ban Oise département prefektusa lett. Megismerkedvén Joseph Bonapartéval, elkísérte őt Nápolyba és Spanyolországba, ahol dandártábornokká és a király első istállómesterévé nevezték ki. Visszatérve Párizsba, a törvényhozó testület tagja és prefektus lett. A Bourbonok megfosztották hivatalától és csak 1819-ben lett a Côte-d’Or megye prefektusa, amely állását azonban 1820-ban ismét elvesztette azért, mert mint a kamara tagja (1819-től), a kormány ellenzékéhez tartozott.

## Művei
- Lettre sur la mort de J.J. Rousseau (Párizs, 1824);
- Mémoire, journal et souvenirs (uo. 1828, 2 kötet).